# Ciago
Ciago è una frazione del comune di Vallelaghi in provincia autonoma di Trento.

## Storia
Ciago è stato un comune italiano istituito nel 1920 in seguito all'annessione della Venezia Tridentina al Regno d'Italia. Nel 1928 è stato aggregato al comune di Vezzano.